# Wirtschaftsstil
Wirtschaftsstil ist eine Kategorie zur Klassifizierung historischer Wirtschaftssysteme und Wirtschaftsordnungen, die aus der Denkwelt der Historischen Schule der Nationalökonomie des 19. Jahrhunderts stammt und heute wieder aufgegriffen wird. Sie soll in der Geschichte beobachtete Bedingungen und Merkmale wirtschaftlichen Zusammenlebens charakterisieren, und so aufzeigen, dass es eine spezifische Gestaltung des Wirtschaftens in einer (Stil-)Epoche gibt, ähnlich der Stile in der Kunstgeschichte.
Mit der Kategorie Wirtschaftsstil wird den Begriffen Wirtschaftsordnung, Wirtschaftssystem, Wirtschaftsverfassung und Wirtschaftsform eine Perspektive zugeordnet, die den Blick der ökonomischen Analyse für historische und kulturelle Fragestellungen schärft.
Der Idee des Wirtschaftsstils liegt die Auffassung zu Grunde, dass die in einer Epoche vorherrschende Weltanschauung – also die moralische, religiöse und ideologische Verfasstheit einer Gesellschaft als Zeitgeist – sich in Institutionen spiegelt, welche eine prägende Kraft für die Gestaltung von Staat, Wirtschaft und Gesellschaft besitzen. Damit ist die Stilidee auf die geschichtliche Einmaligkeit ausgerichtet, die Individualität des Wirtschaftssystems und der Wirtschaftsordnung. Alfred Müller-Armack brachte dies in seiner Monographie „Genealogie der Wirtschaftsstile“ wie folgt zum Ausdruck: „Stil ist … die in den verschiedenen Lebensgebieten einer Zeit sichtbare Einheit des Ausdrucks und der Haltung.“
Mit dem Begriff des Wirtschaftsstils wird der Zusammenhang zwischen Kultur und Wirtschaft in den Vordergrund gerückt und der Einfluss unterschiedlicher Kulturen auf die Entwicklung nationaler Wohlfahrt betont.

## Vertreter
Zu den Vertretern der Wirtschaftsstufenlehre der Älteren Historischen Schule zählen Friedrich List, Bruno Hildebrand und Karl Bücher. Herausragender Exponent der Jüngeren Historischen Schule ist Gustav von Schmoller. In der zuweilen als Dritte Historische Schule bezeichneten Generation haben Werner Sombart und Arthur Spiethoff eigene Konzepte der Wirtschaftsstufenlehre entwickelt. Ihre Überlegungen wurden maßgeblich von Max Weber und dessen Arbeit über den „Geist des Kapitalismus“ beeinflusst.
In den 1940er und 1960er Jahren haben Alfred Müller-Armack und Walt Whitman Rostow die Wirtschaftsstil- und Wirtschaftsstufenidee wieder belebt.

## Wirtschaftsstufenlehre
Der Gedanke der wirtschaftlichen Stilepochen war vielfach mit einer Wirtschaftsstufenlehre verknüpft, die von einer steten, gesetzmäßigen Weiterentwicklung bzw. Verbesserung der beobachteten Wirtschaftsordnungen ausgeht.
Zunächst werden wirtschaftsgeschichtliche Epochen nach bestimmten Kriterien und Prinzipien untersucht, z. B. die Produktionsweise als Agrar- oder Güterproduktion, die Art und Organisation des Austauschs, die Länge der Absatzwege. Dann wird mit der chronologischen, stufenförmigen Abfolge jeweils ein vorherrschender Wirtschaftsstil verknüpft, so dass sich die einzelnen Wirtschaftsstufen durch jeweilige Wirtschaftsstile unterscheiden. Dabei schreitet die Entwicklung vom niedrigen zum höheren Niveau.
Walt Whitman Rostow hat den Ablauf des wirtschaftlichen Wachstums in 5 Phasen unterteilt.

### 1. Die Traditionelle Gesellschaft
Ein sehr hoher Teil der Erwerbstätigen ist in der Landwirtschaft vertreten. Durch die nicht verfügbaren oder nicht genutzten Technologien bzw. Wissenschaften kann die Produktion pro Kopf nicht weiter ansteigen.

### 2. Gesellschaft im Übergang
In dieser Phase werden die Voraussetzungen für den wirtschaftlichen Aufstieg geschaffen, d. h. es werden tiefgreifende Veränderungen im ökonomischen, technischen, sozialen, psychologischen, politischen geschaffen.

### 3. Der Wirtschaftliche Aufstieg („take off“)
Die Volkswirtschaft geht in ein eigendynamisches Wachstum über. Zur Erreichung dieses selbsttragenden Wachstumsprozesses steigt die Investitionsrate bis zu 10 %. Es entwickeln sich führende Wirtschaftszweige mit hohen Wachstumsraten. Von diesen gehen Impulse auf andere Wirtschaftsbereichen aus.

### 4. Die Entwicklung in Reife
In dieser Phase werden Technologien und Wissenschaft genutzt, um die Ressourcen besser ausnutzen zu können. Die Investitionsrate steigt bis zu 20 % des Volkseinkommens an.
Dadurch steigt das Volkseinkommen und es werden die Leitindustrien (Kohlebergbau, Eisen-, Stahlindustrie) durch neue Wirtschaftsbranchen (Maschinenindustrie, Elektroindustrie) abgelöst.

### 5. Zeitalter des Massenkonsums
In dieser Phase kann sich die Wirtschaft nicht mehr weiter ausdehnen.
Die Wirtschaftsstufentheorie von Rostow ist stark an der Entwicklung England ausgerichtet.

## Konzepte
Gustav Schmoller (1838–1917) sah „natürlich-technische Ursachen“ als Fundament der Volkswirtschaft an und machte aus dem „psychologisch-sittlichen Leben der Völker“ stammende Ursachen als Zwischenbau einer Volkswirtschaft aus. Dabei hob er hervor, dass „die Natur der Sitte und des Rechts, die Macht der sittlichen Gefühle und Kulturideen“ auch die Volkswirtschaft beherrschen. Mit Schmoller als Doyen erreichte die Historische Schule den Höhepunkt der internationalen Wirksamkeit einer Kultur orientierten, deutschsprachigen Nationalökonomie.
Nach Werner Sombart (1863–1941) unterscheiden sich Wirtschaftsstile durch drei Merkmale: Wirtschaftsgesinnung, Ordnung und Organisation sowie Technik. Arthur Spiethoff (1873–1957) untersuchte anhand der Merkmale Geist, Verfassung und Lauf der Wirtschaft historische Wirtschaftsordnungen.
Alfred Müller-Armack (1901–1978) grenzt den von Werner Sombart entwickelten Begriff des Wirtschaftssystems gegenüber dem Begriff des Wirtschaftsstils ab. „Fast jede Zeit ist … eine Mischung von Stilen. Im Folgenden soll von Wirtschaftssystem die Rede sein, wenn die konkrete Mischung der Stile in einem Land gemeint ist, während wir den Begriff Wirtschaftsstil allein jenen idealtypischreinen Formideen zuordnen, die sich nur in Zeiten und Ländern, die völlig erreichten, was sie erstrebten, mit dem tatsächlichen Wirtschaftssystem decken“. Nach Müller-Armack gibt es keinen gesetzmäßigen Ablauf und es wird auch nicht unterstellt, dass es in einer Epoche nur je einen speziellen Wirtschaftsstil gab. Vielmehr wird angenommen, dass es immer wieder dominierende Stile gab, neben denen auch andere, unwichtigere bestanden, und diese sich schrittweise veränderten und in der Folge zu neuen Stilen wurden.
Alfred Müller-Armacks Ansatz ist durch die Dominanz des Geistig-Religiösen geprägt. Seine Arbeit bildet die Voraussetzung für eine Stilidee, die er als irenische Formel einer dauerhaften und fruchtbaren Versöhnung von liberalen, sozialistischen und christlichen Vorstellungen propagierte – die Soziale Marktwirtschaft.
Walt W. Rostow (1916–2003) unterschied in seiner Monographie The Stages of Economic Growth: A Noncommunist Manifesto nach der Bedeutung fünf Wirtschaftsstufen als Wachstumsstadien: traditionelle Gesellschaft, Übergangs-, Aufstiegs-, Reifestadium und Massenkonsumgesellschaft.

## Kritik
Den Vertretern der Stillehre ist es nach Meinung vieler Wissenschaftler nicht gelungen, die spezifischen Grundstrukturen von Wirtschaftssystemen zu erfassen und auf dieser Grundlage ihre Funktionsweise in der Realität zu erklären. Dies wird häufig erst dem Ordoliberalismus unter Walter Eucken zugeschrieben. Dieser kritisierte die Methode der Historischen Schule als Begriffsnationalökonomie: Zwar erwecke die Methode der Begriffsbildung und Begriffsverknüpfung den Anschein einer theoretischen Systembetrachtung. Tatsächlich aber könne mit einem solchen konstruktivistischen Verständnis nur das erzielt werden, was vorher in die Begriffe hineingelegt worden sei.
Vor allem die Stufentheorie wurde wegen ihrer Einseitigkeit und Willkür verworfen. Grundsätzliche Kritik setzt an dem unterstellten gesetzlichen Verlauf, der ähnlich der unzutreffenden Marx’schen Lehre von den Produktionsweisen im Widerspruch zur Offenheit und Variabilität des Entwicklungsprozesses steht. Im Einzelnen wird vor allem der Übergang zur nächsten Entwicklungsstufe kritisiert, der insbesondere hinsichtlich seiner Ursachen unklar bleibt. Daher wird die Stufengliederung bestenfalls als Periodisierung betrachtet und als Entwicklungstheorie abgelehnt.
Müller-Armack kritisierte die Wirtschaftsstufenlehre wegen der Hervorhebung nur eines Lebensmomentes und der willkürlichen Trennung der Stufen; letztere unterschätze alle Frühepochen als zu primitiv und einförmig. Gleichwohl vertrat er hinsichtlich des Konzepts Wirtschaftsstil die Auffassung: „Wenn auch das Stilphaenomen schwer sichtbar zu machen ist, so kann doch seine Existenz nicht bestritten werden.“

## Aktualität
Der Stilbegriff führt heute lediglich ein Schattendasein. Infolge des Ost-West-System-Konflikts wurde er vom Wirtschaftssystembegriff fast vollständig verdrängt. Nach dessen Ende lebte das Interesse punktuell wieder auf. Das liegt unter anderem daran, dass heute weltweit eine Vielzahl kulturell geprägter Wirtschaftssysteme und Wirtschaftsordnungen im Wettbewerb steht. Dieser Wettbewerb kann als ein Wettbewerb unterschiedlicher Wirtschaftskulturen oder Wirtschaftsstile begriffen werden, etwa der kontinentaleuropäischen Varianten einer „Sozialen Marktwirtschaft“ und der britischen Marktwirtschaft.
So prognostiziert etwa Klaus Schwab, Gründer und Präsident des Davoser Weltwirtschaftsforums, dass der deutsche Wirtschaftsstil Soziale Marktwirtschaft sich auf Grund der Effizienz- und Gerechtigkeitsprobleme des Wohlfahrtsstaates als weltweit, insbesondere dem anglo-amerikanischen Kapitalismusmodell unterlegene Form erweisen werde. Aber auch der Erfolg des ostasiatischen Modells hat die Dominanz des westlichen Modells der Marktwirtschaft erschüttert. Islamische Wirtschaftsstile erweisen sich als Hindernis im Übergang zur Moderne.
Schließlich richtet sich das bisher begrenzte Interesse auf das Konzept Wirtschaftsstil, da die Enthistorisierung und Formalisierung der Wirtschaftswissenschaften mit ihrer einhergehenden Kulturindifferenz als problematisch erkannt wurde und nach Auswegen gesucht wird. Berührungspunkte zur Neuen Institutionenökonomie, Neuen Wachstumstheorie und Ansätzen einer Kulturellen Ökonomik könnten zu einer Weiterentwicklung des Konzepts führen.

## Weblink
- Institut für Wirtschafts- und Sozialgeschichte der Wirtschaftsuniversität Wien